# Eliza Carthy
Eliza Carthy (nascuda el 23 d'agost de 1975) a Scarborough, North Yorkshire, és una intèrpret de música folk anglesa coneguda per cantar i tocar el violí. És filla dels músics folk anglesos Martin Carthy, cantant i guitarrista, i de la cantant Norma Waterson.
A l'edat de tretze anys formà el grup Waterdaughters amb sa mare, tia (Lal Waterson) i cosina Maria Knight. Posteriorment ha treballat amb Nancy Kerr, amb els seus pares en el grup Waterson:Carthy, i com a part del grup Blue Murder, a més del seu treball en solitari.
Ha estat nominada dues vegades pel premi Mercury al millor àlbum de l'any del Regne Unit: el 1998 per Red Rice, i una altra vegada el 2003 per Anglicana.
El 2003 Eliza va arrasar als premis de música folk BBC Radio 2 Folk Awards, guanyant el premi de Cantant Folk de l'Any, Millor Àlbum (per Anglicana) i Millor Tema Tradicional (per Worcester City, en l'àlbum Anglicana).

## Discografia en solitari
- Heat, Light & Sound (1996)
- Eliza Carthy And The Kings Of Calicutt (1997)
- Red Rice (1998)
- Angels & Cigarettes (2000)
- Anglicana (2002)
- Rough Music (2005)